# Mariana Ximenes
Mariana Ximenes do Prado Nuzzi (født 26. april 1981 i São Paulo, Brasilien) er en brasiliansk skuespiller.